# Dictator regius
Dictator regius är en skalbaggsart som först beskrevs av Johan Christian Fabricius 1801.
Dictator regius ingår i släktet Dictator och familjen långhorningar. Inga underarter finns listade i Catalogue of Life.